# Litoria mira
Litoria mira — вид жаб з родини райкових (Hylidae). Описаний у 2020 році.

## Етимологія
Видова назва mira — це жіноча форма латинського прикметника «mirum», що означає «здивований», яка випливає з здивування науковців виявленням в Новій Гвінеї неописаного представника переважно австралійської групи L. caerulea.

## Поширення
Вид поширений в низинних болотистих тропічних лісах Нової Гвінеї.

## Опис
Самці завдовжки 7 см, самиці — 7,9 см. Спинне забарвлення рівномірно коричневе, без білих або жовтих плям. Є невелика фіолетова ділянка шкіри біля задньо краю ока.